# ارنی اددز
ارنی اددز (انگلیسی: Ernie Edds; ۱۹ مارس ۱۹۲۶ – ۷ ژوئن ۲۰۱۷) بازیکن فوتبال اهل بریتانیا بود.
از باشگاه‌هایی که در آن بازی کرده‌است می‌توان به باشگاه فوتبال بلکبرن روورز، باشگاه فوتبال سوئیندون تاون، باشگاه فوتبال تورکی یونایتد، باشگاه فوتبال میلوال، و باشگاه فوتبال پلیموث آرگیل اشاره کرد.